# Jürgen Marschall
Jürgen Marschall (* 25. Juli 1958; † 24. Dezember 2020) war ein deutscher Marionettenspieler, Puppenschnitzer und Mitinhaber der Augsburger Puppenkiste.

## Leben
Jürgen Marschall, Sohn der Theaterleiter Hanns-Joachim Marschall und Hannelore Marschall-Oehmichen, war ein Enkel von Walter und Rose Oehmichen, den Gründern der Augsburger Puppenkiste. Von seiner Mutter erlernte er das künstlerische Handwerk des Schnitzens nach einer Ausbildung zum Maler. In den 1980er Jahren betrieb er eine eigene Kneipe und arbeitete auch als DJ. Seit 1991 engagierte er sich wieder im Familienunternehmen, ab 2003 war er zusammen mit seinem Bruder Klaus Marschall in der Geschäftsführung tätig. Zudem hatte er die Leitung des Restaurants Die Kiste inne, die nach der Gesamtsanierung des Stammhauses seit 2002 betrieben wurde.
Er stellte zahlreiche Puppen mit der Charakteristik der Augsburger Puppenkiste her, unter anderem für die zahlreichen Fernsehproduktionen der „Kiste“. Viele seiner  Puppen sind in der YouTube-Serie KASPERLige Weihnachten 2020 zu bewundern.
Marschall starb am Heiligen Abend 2020 im Alter von 62 Jahren nach längerer Krankheit. Er ist in Steppach bestattet.